# Roger Boss
Pour les articles homonymes, voir Boss (homonymie).
Roger Boss, né le 2 août 1924 à La Chaux-de-Fonds et mort le 24 février 2002 à Vilars, est un pianiste et enseignant suisse.

## Biographie
Né à La Chaux-de-Fonds en 1924, Roger Boss étudie le piano dans la classe d'Adrien Calame au conservatoire de Neuchâtel. Après son diplôme de virtuosité en 1948, il se perfectionne à Paris auprès de Lazare-Lévy, Georges Dandelot et Yvonne Lefébure et en Italie auprès de Guido Agosti et de Pietro Scarpini. Professeur au conservatoire de Neuchâtel dès 1952, il développe une intense activité pédagogique et musicologique. Passionné de littérature et doué pour l'écriture, il publie régulièrement dans diverses revues, notamment dans la Revue musicale de Suisse romande. Il donne, en marge de ses récitals de piano, de nombreuses conférences et causeries-auditions. En 1957, Roger Boss succède à Adrien Calame à la direction du conservatoire de Neuchâtel. Il participe activement à la définition des nouvelles structures du nouveau conservatoire neuchâtelois avant de prendre sa retraite en 1989 après deux derniers récitals consacrés à l’intégrale des sonates pour piano et violon de Jean-Sébastien Bach. Parmi ses nombreux élèves figurent notamment Pascal Sigrist, Henri-Robert Schüpbach, Thierry Châtelain, Hélène Tièche, Jean-Marc Perrin.

## Écrits
- « Promenade musicale dans le Pays de Neuchâtel », numéro spécial de la Nouvelle Revue neuchâteloise, 5e année, printemps 1988, n° 17.
- « Repères biographiques », in Revue musicale de Suisse romande, 1993/2, pp. 68-74[8].
- « Propos d'un musicien », tapuscrit, Vilars, 1997